# Прокопов, Игорь Владимирович
Игорь Владимирович Прокопов (1931—2022) — советский хозяйственный и государственный деятель, лауреат Государственной премии СССР.

## Биография
Родился в 1931 году в Орджоникидзе. Член КПСС.
Окончил Северо-Кавказский горно-металлургический институт по специальности инженер-металлург (1955).
- В 1955—1961 год — мастер, начальник участка, заместитель начальника цеха на Богословский алюминиевый завод
- В 1961—1965 — инженер, начальник смены, начальник глиноземного цеха на Кировабадском алюминиевом заводе[1].
- В 1965—1969 годах — заместитель начальника, начальник глиноземного цеха на Павлодарский алюминиевый завод[1].
- В 1969—1973 годах — главный инженер Павлодарского алюминиевого завода[1].
- В 1973—1982 годах — директор Павлодарского алюминиевого завода[1].
- В 1982—1990 годах — заместитель министра цветной металлургии СССР[1].
- В 1990—1991 годах — глава концерна «Совалюминий»[1].

C 1991 года — президент Некоммерческого партнерства «Объединение производителей алюминия».
Кандидат технических наук (1975). Тема диссертации «Оптимизация и усовершенствование аппаратурно-технологической схемы спекания красного шлама».
Избирался депутатом Верховного Совета Казахской ССР IX созыва.
За создание и промышленное освоение нового способа переработки низкокачественных бокситов, приведшего к расширению сырьевой базы алюминиевой промышленности был в составе коллектива удостоен Государственной премии СССР в области науки и техники 1980 года.
Жил в Москве. Скончался 29 декабря 2022 года.
Сочинения:
- Производство глинозема [Текст] / И. В. Прокопов. — Москва : [б. и.], cop. 2016. — 304 с. : ил.; 22 см; ISBN 978-5-600-01354-4

## Награды
- Орден Октябрьской Революции[3]
- Орден Трудового Красного Знамени[3]
- Орден Дружбы Народов[3]
- Премия Совета Министров СССР
- Государственная премия СССР[4]за создание и промышленное освоение нового способа переработки низкокачественных бокситов, приведшего к расширению сырьевой базы алюминиевой промышленности (Постановление ЦК КПСС и Совета Министров Союза ССР от 31 октября 1980 года)